# Piz Daint
Le Piz Daint est un sommet du massif de l'Ortles (Alpes rhétiques) en Suisse. Il culmine à 2 967 mètres d'altitude.